# Annas Sechskiemer-Sägehai
Annas Sechskiemer-Sägehai (Pliotrema annae) ist eine Haiart aus der Familie der Sägehaie (Pristiophoridae). Sie ist bisher nur durch vier Exemplare bekannt, die an der Küste des östlichen Afrika bei Sansibar in Tiefen von 20 bis 35 Metern während der Nacht gefangen wurden. Möglicherweise kommt die Art auch weiter nördlich an den Küsten von Kenia und Somalia vor und hält sich tagsüber in tieferen Regionen auf.

## Merkmale

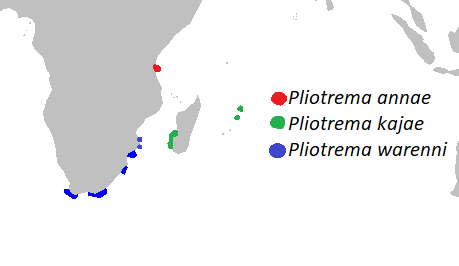
Fundstellen der drei Sechskiemer-Sägehaiarten

Drei der vier Exemplare sind 95 bis 98 cm lang, beim vierten 58 cm langen Exemplar fehlt die Säge. Alle sind Weibchen. Wie bei allen Sechskiemer-Sägehaien ist der Körper lang-zylindrisch und schlank gebaut. Der Kopf ist vor den Kiemenspalten abgeflacht und besitzt eine stark verlängerte und abgeflachte Schnauze mit dem für die Sägehaie typischen sägeartigen Rostrum. Das Rostrum besitzt ein ausgeprägtes Paar Barteln vor den Nasenlöchern, am Seitenrand der "Säge" dicht zusammenstehende, in Reihen angeordnete große und kleine Zähne sowie mehr oder weniger große Stacheln auf der Unterseite. Im Unterschied zu den beiden anderen Sechskiemer-Sägehaiarten ist das Rostrum von Annas Sechskiemer-Sägehai relativ kurz und die Anzahl der Zähne an den Rostrumseiten entsprechend geringer (16 oder 17 große Zähne). Die Länge von Rostrum und Kopf liegt bei etwa 34 % der Gesamtlänge. Das Rostrum ist bei Annas Sechskiemer-Sägehai zwischen der Basis der Barteln und den Nasenöffnungen etwas verengt. Die Barteln befinden sich in der Mitte des Rostrums. Im Oberkiefer hat die Haiart 35 bis 37 Reihen kleiner Zähne mit konischen Spitzen und breiten Basen.
Annas Sechskiemer-Sägehai ist auf dem Rücken mittel- bis dunkelbraun gefärbt ohne einen Längsstreifen. Die Bauchseite ist weiß mit einigen unscharfen dunklen Flecken. Auf dem Rostrum verlaufen zwei dunkle Längsstreifen. Rostrum und Rostralzähne haben dunkle Ränder.

## Systematik
Annas Sechskiemer-Sägehai wurde in einer im März 2020 veröffentlichten Revision der Gattung Pliotrema zusammen mit Kajas Sechskiemer-Sägehai (Pliotrema kajae) durch den deutschen Ichthyologen Simon Weigmann und einige Mitarbeiter beschrieben und nach seiner Nichte benannt. Die im Jahr 1906 durch den britischen Ichthyologen Charles Tate Regan beschriebene Gattung Pliotrema galt vorher als monotypisch.